# پوندیچری
پوندیچری (به انگلیسی: Pondicherry) یک شهر در هند است که در پودوچری واقع شده‌است.

## خصوصیات
پوندیچری ۶۵۴٬۳۹۲ نفر جمعیت دارد و ۳ متر بالاتر از سطح دریا واقع شده‌است.

## خواهرخوانده
شهر باس-تر خواهرخواندهٔ پوندیچری هست.

## نگارخانه

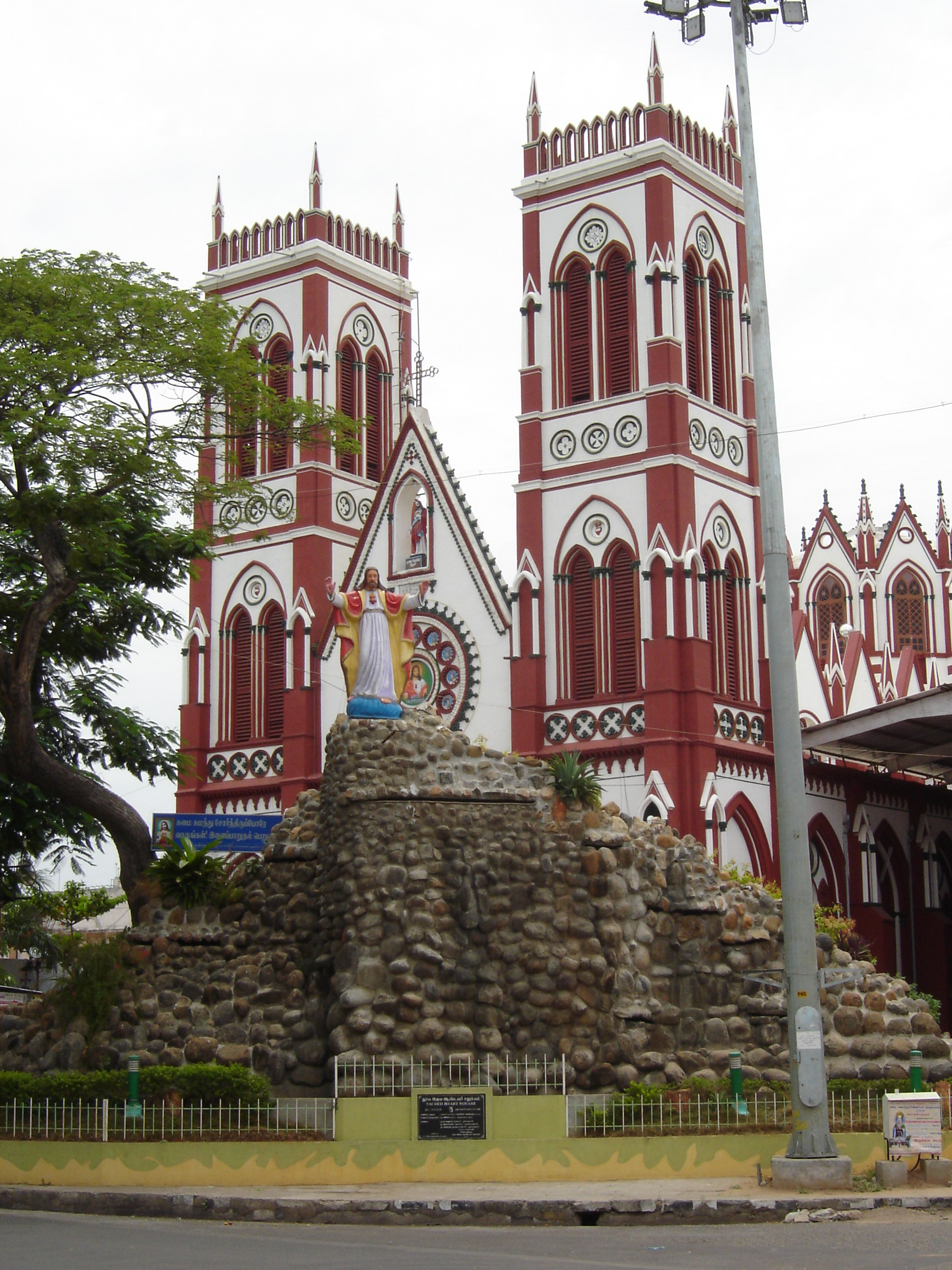